# تحويل ليجاندر

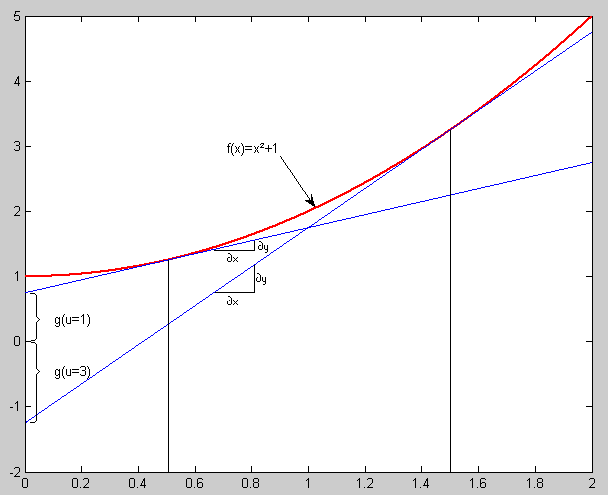
رسم يوضح تحويل ليجاندر (انظر معناه الهندسي).

تحويل ليجاندر في الرياضيات والفيزياء (بالإنجليزية:Legendre Transformation) هو تحويل رياضي ينتسب إلى عالم الرياضيات أدريان ليجاندر يختص بتحويل التماس ويشكل طريقة حسابية هامة لتحويل المتغيرات في الدوال الرياضية. فهو يحول دالة من نوع {\displaystyle f(x)}
إلى دالة {\displaystyle g(u)}
حيث ينشأ المتغير {\displaystyle g} من مشتقة الدالة
{\displaystyle f} .
أي أن:
{\displaystyle u={\tfrac {\partial f}{\partial x}}}
وبالعكس:
{\displaystyle x=\pm {\tfrac {\partial g}{\partial u}}}
ويمكن كتابة معادلات قبل وبعد التحويل كالآتي:
{\displaystyle g(u)=\pm \left[u\,x(u)-f(x(u))\right]\ ,\quad f(x)=x\,u(x)\mp g(u(x))}

## استنباطه
الغرض من تحويل ليجاندر هو تغيير اعتماد دالة {\displaystyle f(x)} على المتغير {\displaystyle x}
إلى اعتمادها على متغير آخر {\displaystyle u} حيث:
{\displaystyle u={\frac {\partial f}{\partial x}}}
فعندما نصيغ الدالة {\displaystyle f(x)} المعتمدة على
{\displaystyle x}
{\displaystyle \mathrm {d} f={\frac {\partial f}{\partial x}}\,\mathrm {d} x=u\,\mathrm {d} x},
يصبح الدالة {\displaystyle g(u)} أيضا معتمدة على المتغير {\displaystyle u} .
{\displaystyle \mathrm {d} g=\pm x\,\mathrm {d} u}
وعندما نقوم بمعلية التفاضل الكلي ل {\displaystyle (\pm ux)} نحصل على:
{\displaystyle \mathrm {d} (\pm ux)=\pm (x\,\mathrm {d} u+u\,\mathrm {d} x)}.
وبالمقارنة ب {\displaystyle \mathrm {d} f} و {\displaystyle \mathrm {d} g}
نحصل على:
{\displaystyle \mathrm {d} (\pm ux)=\mathrm {d} g\pm u\,\mathrm {d} x=\mathrm {d} g\pm \mathrm {d} f}.
أي أن:
{\displaystyle \mathrm {d} g=\mathrm {d} (\mp f\pm ux)},
وبعد إجراء التكامل نحصل على:
{\displaystyle g(u)=\pm (-f(x(u))+ux(u))}.
وتسمى الدالة
{\displaystyle g(u)} دالة ليجاندر المحولة من الدالة {\displaystyle f} . ولا أهمية لإشارة الدالة
{\displaystyle g}
لذلك يمكننا كتابة
{\displaystyle g=ux-f} oder {\displaystyle g=f-ux}
ويعتمد اختيار الإشارة على المعني الفيزيائي للدالة {\displaystyle g} .

## معناه الهندسي
سنوضح تحويل ليجاندر بواسطة الرسم المرسوم أعلاه: يمكن رسم المنحنى الأحمر عن طريق استبدال كل نقاطه بتحويلات ليجاندر التي تعطينا عددا كبيرا من المماسات التي تحيط وتمس المنحنى الأحمر. وهذا ما تقوم به تحيلات ليجاندر. فالدالة الناتجة {\displaystyle g(u)} ترتب ميل الممسات {\displaystyle u}
لكل نقطة بحسب تقاطع خط التماس مع المحور Y . إذاّ فتلك الممسات تصف المنحني وصفا كاملا - ولكن باستخدام إحداثية أخرى، وهي {\displaystyle u} بدلا من {\displaystyle x}.

## في حالة عدة متغيرات
يتغير اعتماد دالة {\displaystyle f(x,y)} تعتمد على المتغير {\displaystyle x} إلى
متغير آخر {\displaystyle u}
عن طريق التفاضل الجزئي للدالة {\displaystyle f} بالنسبة إلى {\displaystyle x} كالآتي:
{\displaystyle u={\frac {\partial f}{\partial x}}}.
ويمثل فيها {\displaystyle u(x,y)} الميل الهندسي في الاتجاه x من الدالة {\displaystyle f(x,y)} .
ذلك نتحدث عن تحويل ليجاندر بأنه «تحويل مماسات». وتسمى الدالة {\displaystyle F(u,y)}
«دالة ليجراند المحولة».
ويمكننا استنباط دالة ليجراند المحولة كالآتي: يمكن كتابة الدالة {\displaystyle f(x,y)} على الصورة:
{\displaystyle f(x,y)\approx f(x_{0},y)+{\frac {\partial f}{\partial x}}\Delta x,\;\Delta x=x-x_{0}}
وإذا عرّفنا
{\displaystyle f(x_{0},y)\equiv F(u,y)}, حصلنا على دالة ليجراند المحولة:
{\displaystyle F(u,y)=f(x,y)-{\frac {\partial f}{\partial x}}\Delta x}.
في أغلب أحوال توضع {\displaystyle x_{0}=0} ونحصل على:
{\displaystyle F(u,y)=f(x,y)-{\frac {\partial f}{\partial x}}x}.
بالنسبة إلى التعريف الأخير يكون الجزء {\displaystyle y} لنقطة المماس على
{\displaystyle f(x,y)}
مع اتخاذ المستوي {\displaystyle x=0} هي دالة ليجراند المحولة. وتوصف الدالات في ذلك المستوي بأنها «مقطع المحور».
أي ينشأ تبديل المتغيرات من خلال طرح حاصل ضرب الإحداثيات الأولية والجديدة {\displaystyle ux}
من الدالة الأصلية:
{\displaystyle F(u,y)=f(x,y)-ux}.
ويبدو ذلك واضحا عند مشاهدة إلى التفاضل الكلي لدالة ليجاندر المحولة:
{\displaystyle \mathrm {d} (f(x,y)-ux)=\mathrm {d} f(x,y)-x\,\mathrm {d} u-u\,\mathrm {d} x={\frac {\partial f}{\partial x}}\mathrm {d} x+{\frac {\partial f}{\partial y}}\mathrm {d} y-x\mathrm {d} u-u\mathrm {d} x={\frac {\partial f}{\partial y}}\mathrm {d} y-x\,\mathrm {d} u=\mathrm {d} F(u,y)}.

## تطبيقاته
يطبق تحويل ليجاندر في الفيزياء في مسائل الترموديناميكا الإحصائية، مثل تحويل معادلات الانتقال بين الجهود الترموديناميكية تحت طروف معينة وكذلك عند الانتقال من دالة ليجاندر إلى ميكانيك هاميلتون أو إلى ميكانيك لاغرانج.
وفي علم الحركة الحرارية نستخدمها مع اختيار الإشارة السفلى، أي بوضع
({\displaystyle g=f-ux}).
ويقوم تحويل ليجاندر - وكذلك تحويل نقاط الممسات بصفة عامة - بوظية هامة ي الميكانيكا وحساب التغيرات وفي نظرية المعادلات التفاضلية من الدرجة الأولى. وعند استخدام دالة ليجراندر المحولة في الميكانيكا نستخدم الإشارة العليا في المعادلة ({\displaystyle g=ux-f}) طبقا للمتفق عليه.

## مثـال دالة هاميلتون
في الميكانيكا نستنبط معادلة هاميلتون من معادلة لاغرانج عن طريق استخدام  تحويل ليجاندر:
{\displaystyle H(q,p)=p\,{\dot {q}}(q,p)-L(q,{\dot {q}}(q,p))\quad {\text{with}}\quad p={\frac {\partial L}{\partial {\dot {q}}}}}
وفي الترموديناميكا يمكننا عن طريق تحويل ليجاندر استنباط الجهد الترمويناميكي من المعادلات الأساسية للترموديناميكا. عندئذ يمكن الانتقال من الطاقة الداخلية U (وهي تعتمد على الإنتروبيا) S إلى طاقة هيلمهولتز F التي تعتمد على درجة الحرارة T:
{\displaystyle F(T,V,N)=U(S,V,N)-\left({\frac {\partial U}{\partial S}}\right)_{V,N}\cdot S=U-TS}
وهنا يختص تفاضل المعادلة
(U(S,V,N بانسبة لإنتروبيا S, حيث نضع كلا من V و N كثوابت.
بالمثل نستخدمها عند دراسة جهد ترموديناميكي وتحوله إلى جهد آخر، مثلما يحدث عند الانتقال من الإنثالبي H إلى طاقة جيبس G:
{\displaystyle G(T,p,N)=H(S,p,N)-\left({\frac {\partial H}{\partial S}}\right)_{p,N}\cdot S=(U+pV)-TS}
وبالمثل نستطيع الحصول على جهود ترموديناميكية أخرى أننا عن طريق تحويل ليجاندر نستطيع الانتقال إلى إحداثيات معممة والتي عن طريقها يمكننا استبدالها بالقوة الترموديناميكية المقترنة.

## أمثلة الدالة الأسية
الدالة الأسية ex 
لها دالة تحويل ليجاندر
 x ln x − x&nbsp

رسم الرسم البياني للدالة
e^{x} بخط أحمر ، ورسمت دالة تحويل ليجاندر لها بنقاط زرقاء.

حيث أن مشتقاتها الأولى ex و  ln x معكوسة بالنسبة لبعضها.
وهذا يبين أن ليس من الضروري أن يتفق الحيزين الرياضييين للدالتين مع بعضهما.
كذلك بالنسبة إلى الدالة التربيعية:
{\displaystyle f(x)={\begin{matrix}{\frac {1}{2}}\end{matrix}}\,x^{T}\,A\,x}
حيث A مصفوف متناظر غير متغير
(مصفوف n-في-n) ودالة تحويل ليجاندر له هي:
{\displaystyle f^{\star }(y)={\begin{matrix}{\frac {1}{2}}\end{matrix}}\,y^{T}\,A^{-1}\,y}